# Pont de la Caille
Pour les articles homonymes, voir Caille (homonymie).
Le pont Charles-Albert, couramment appelé pont de la Caille, est un pont suspendu à suspension classique en câble d'acier situé en France, à cheval sur les communes d'Allonzier-la-Caille et de Cruseilles dans le département de la Haute-Savoie en région Auvergne-Rhône-Alpes.
Conçu pour le franchissement de la rivière des Usses, il est inauguré le 11 juillet 1839 et est inscrit au titre des monuments historiques depuis le 6 mai 1966,.
Il a été doublé par le pont Caquot, qui supporte la circulation automobile sur la départementale 1201. Tous deux surplombent de 150 mètres la rivière au niveau de la gorge au fond de laquelle se trouvaient les bains de la Caille, connus des Romains, aujourd'hui désaffectés mais où la source jaillit toujours.

## Pont Charles-Albert
Le premier pont fut appelé pont Charles-Albert car il fut commandé par le duc de Savoie Charles-Albert, roi de Sardaigne, de Chypre et de Jérusalem. Jusqu'à sa mise en service, le franchissement du torrent se faisait par un pont romain nommé Vieux Pont et dont on peut encore voir les vestiges.
Le pont mesure 192 mètres de long et surplombe le torrent à 147 m. Il a été construit sous la direction des ingénieurs Émile Fulrand Belin et Paul-Léon Lehaître et fut inauguré le 11 juillet 1839. Il est suspendu par deux groupes de douze câbles appuyés sur quatre tours crénelées. Le tablier est en madriers de bois.
Le premier accident automobile sur ce pont a eu lieu en avril 1907 devant le café Duret à la sortie de l'ouvrage ; il impliqua une voiture genevoise et un attelage de bœufs. Un blessé grave avait alors été déploré.
La 11e étape du Tour de France 1919 reliant Grenoble à Genève a emprunté le pont le 19 juillet 1919.
Ce pont suspendu a été doublé en 1929 par un deuxième pont en béton non armé. Il est depuis lors réservé aux piétons et aux cyclistes.
Le monument fait régulièrement l'objet de travaux d'aménagements ou de réparations. En 2007, la maçonnerie des quatre tours a été rénovée pour un coût de 236 000 euros, financé pour 8 % par le Ministère de la Culture. L'ensemble de la structure, 1 500 m2, a été nettoyé par sablage ; 316 m2 de joints ont été refaits à la chaux et 2 m3 de molasses et de calcaires ont été remplacés par du grès des Vosges et de la pierre de Hauteville.

## Pont Caquot

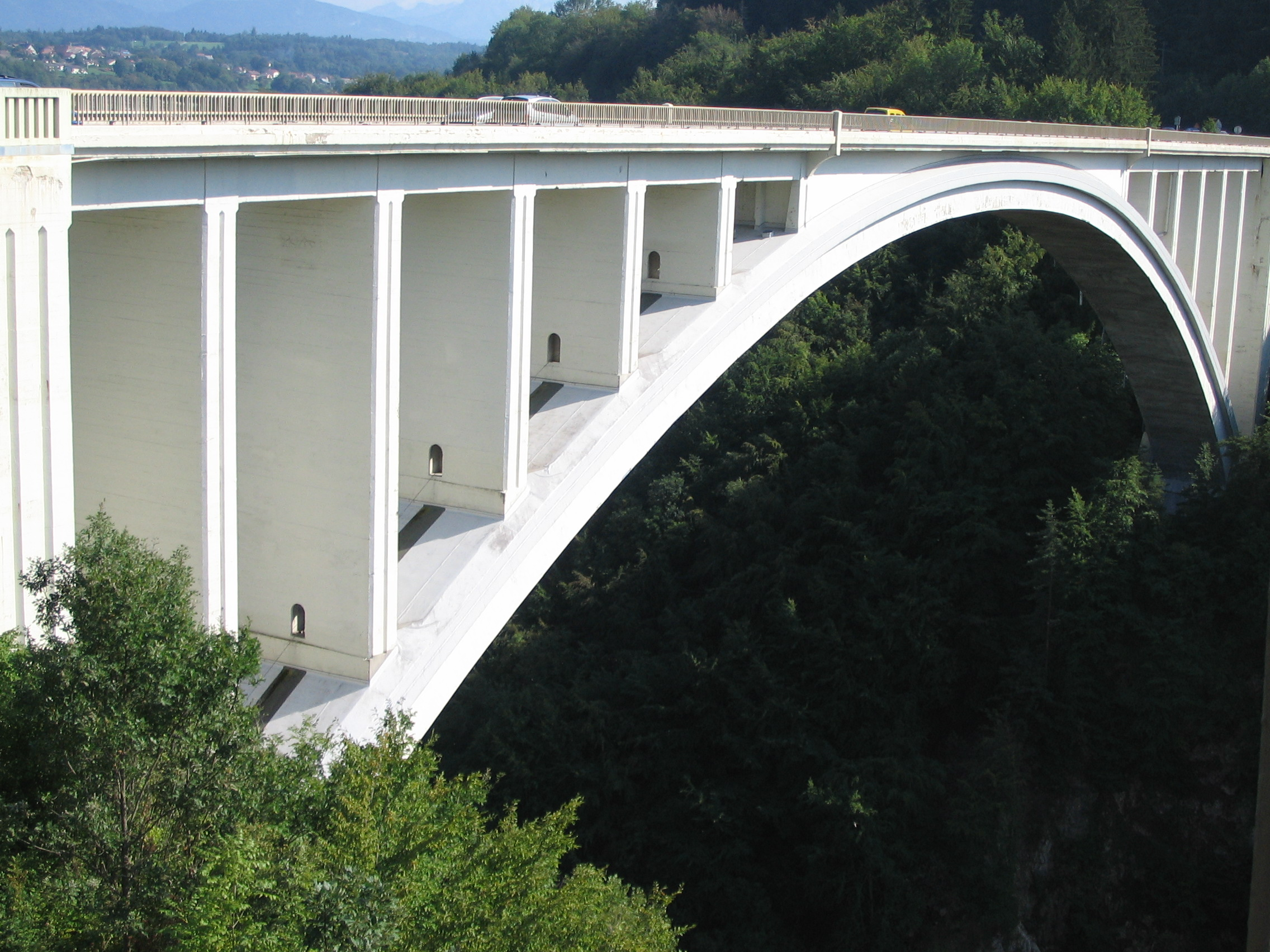
Nouveau pont.

Le second pont, appelé couramment pont Neuf, a été construit entre 1924 et 1928 sous la direction de l'ingénieur Albert Caquot. Son tablier est supporté par un arc de béton non armé, ce fut à l'époque une des plus grandes voûtes au monde. Il était initialement prévu pour accueillir une ligne ferroviaire entre Annecy et Saint-Julien-en-Genevois, mais le projet fut abandonné et l'ouvrage fut ouvert à la circulation routière.
En 2007, environ 25 000 véhicules le franchissaient chaque jour.
De lourds travaux ont eu lieu de mars 2009 à août 2010, afin de refaire d'abord l'ensemble du tablier, puis la mise en peinture. La circulation y a été interdite jusqu'au 15 décembre 2009 et des déviations ont été établies, utilisant les voies techniques et le nouveau viaduc des Usses, construit dans le cadre de la liaison autoroutière A41 Annecy/Genève, ouverte juste avant le début des travaux du pont Caquot. Les travaux de nettoyage, de ponçage et de peinture ont eu lieu d'avril à août 2010 et ont ponctuellement nécessité la mise en place d'une circulation alternée.
Financé par le département, nouveau propriétaire du pont depuis 2006, le budget des travaux est de 5 millions €, auxquels s'ajoutent 2,2 millions € pour les frais d'aménagement des déviations.

## Notoriété

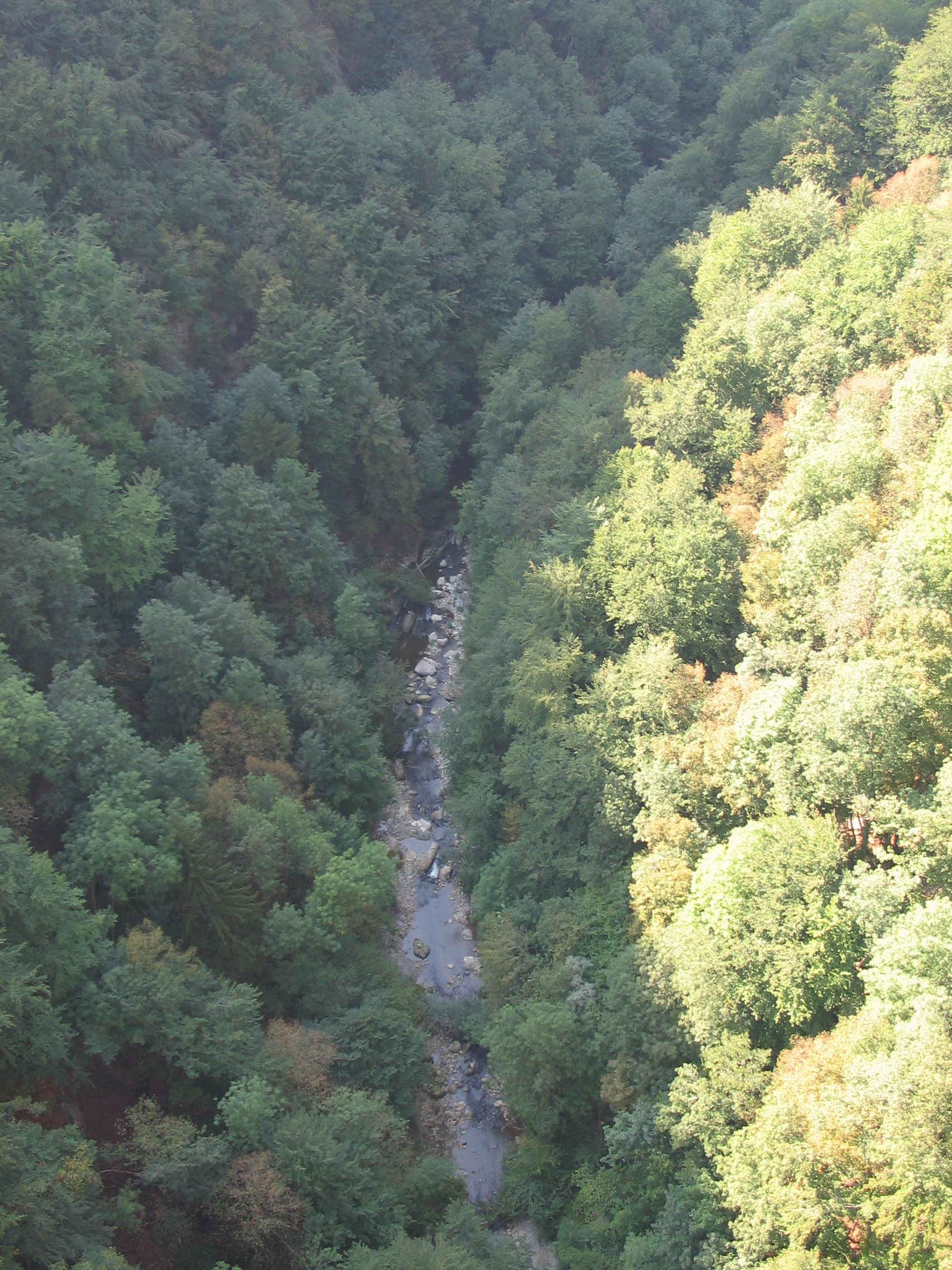
Le vallon boisé des Usses en contrebas.

Spectaculaire sur le plan architectural et paysager, le pont de la Caille bénéficie, malgré le peu d'aménagements réalisés, d'une importante notoriété régionale et d'une fréquentation spontanée importante en toute saison et particulièrement en période estivale.
La récente construction de l'autoroute A41 lui ouvre le bénéfice du fonds « 1 % paysage-développement » qui permet de subventionner des actions liées à la mise en valeur des territoires situés à proximité de la nouvelle infrastructure. Parmi les actions envisagées : mise en lumière, création d'espaces verts et de cheminements piétons et de randonnées, ouverture d'activités commerciales (snack-bar et magasin de produits locaux).
Depuis décembre 2020, des solutions techniques sont en cours d'étude par le Département et la communauté de communes du pays de Cruseilles afin de sécuriser le pont de la Caille.